# Evangelische Omroep
L'Evangelische Omroep ou EO (en français : Radiodiffusion évangélique) est une chaîne de télévision chrétienne évangélique publique néerlandaise de production et de radiodiffusion audiovisuelle, opérant sous l'égide de la Nederlandse Publieke Omroep (NPO). 

## Histoire
L'Evangelische Omroep est créée par des Chrétiens le 21 avril 1967, principalement des membres des églises évangéliques voulant mettre une plus grande emphase sur l’évangélisation ,,. À cet effet, le réseau organise également des conférences pour les jeunes et les familles .